# James Newton Howard
James Newton Howard (Los Angeles, Califòrnia, 9 de juny de 1951) és un prolífic compositor de música de cinema estatunidenc amb més de 70 bandes sonores i set vegades nominat per a l'Oscar.
Howard va estudiar a l'escola de música de la Universitat de Califòrnia del Sud de Música, i a l'Acadèmia de Música de Santa Barbara de l'Oest, abans d'ingressar al món de la música professional durant els primers anys 1970. Durant un període reeixit de quinze anys, Howard fou un dels més importants productors i arranjadors. Va col·laborar amb una llarga llista d'estrelles incloent Yes, Kansas, King Crimson, Genesis, Nilsson, Leo Sayer, Carly Simon, Ringo Starr, Diana Ross, Melissa Manchester, Elton John, Chicago, Olivia Newton-John, Chaka Khan i Earth Wind and Fire.
Fou per la seva amistat i col·laboració amb el director i orquestrador Marty Paich de Toto que Howard finalment s'introduïa al món del cinema, component el 1986 la comèdia de Goldie Hawn Wildcats. Des d'aleshores, Howard ha esdevingut un dels compositors més buscats de Hollywood, amb pel·lícules de gran èxit com Pretty Woman (1990), El fugitiu (1993), Space Jam (1996), La boda del meu millor amic (1997), The Sixth Sense (1999), Runaway Bride (1999), Dinosaure (2000), Unbreakable (2000), La parell de l'any (2001) Signs (2002), Batman Begins (2005, amb Hans Zimmer), i King Kong (2005), reemplaçant a última hora a Howard Shore.
Uns seus treballs més recents són Lady in the Water, la seva cinquena pel·lícula amb M. Night Shyamalan, i Blood Diamond. Els trets futurs inclouen Michael Clayton, The Lookout i El cavaller fosc.

## Joventut i Carrera
Howard va néixer a Los Angeles. És d'una família de músics; la seva àvia era violinista. El seu pare era jueu, però no volia que els seus fills ho sapiguessin, així que va canviar el seu cognom de Horowitz a Howard.
Howard va començar a estudiar música quan era nen, prenent classes de piano clàssic als quatre anys. Va assistir a la "Thacher School" a Ojai, Califòrnia]i l'Acadèmia de Música de l'Oest a Santa Barbara, Califòrnia amb Reginald Stewart i Leon Fleischer. "Després va assistir a la Universitat del Sud de Califòrnia, estudiant a l'Escola de Música com a major interpretació de piano, però va abandonar els estudis després de 6 setmanes perquè "Volia fer altres coses que no fossin practicar el piano.".
Després que Howard va deixar la universitat, es va unir a una banda de rock de curta durada anomenada Mama Lion. La banda estava dirigida per Neil Merryweather (baix, cors) i comptava amb la cantant principal Lynn Carey, Coffi Hall a la bateria i Rick Gaxiola a la guitarra. Mama Lion va gravar dos àlbums de llarga durada. Els membres de Mama Lion també van formar la banda Heavy Cruiser amb Merryweather ara com a veu principal, gravant dos àlbums el gènere dels quals era més proper al rock dur, però també mostrava influències psicodèliques i progressives. Després va treballar durant un parell d'anys com a músic de sessió amb artistes com Diana Ross, Ringo Starr i Harry Nilsson. A principis dels anys 70, es va descriure a si mateix com un "pobre de brutícia", fins al seu gran èxit el 1975, quan el seu manager li va fer una audició amb Elton John. Es va unir a la banda de John i va fer gira amb ells com a teclista a finals dels 70 i principis dels 80. Va formar part de la banda que va tocar a Central Park, Nova York, el 13 de setembre de 1980. Howard també va organitzar les cordes de diverses de les cançons de John durant aquest període incloent els èxits "Don't Go Breaking My Heart" i "Sorry Seems to Be the Hardest Word", i va tocar teclats i sintetitzadors addicionals en àlbums d'estudi com Rock of the Westies (1975), Blue Moves (1976), 21 a 33 (1980) i The Fox (àlbum d'Elton John) (1981).
El 1982, Howard va aparèixer a Toto IV com a director de corda i orquestrador de "I Won't Hold You Back", "Afraid of Love" i "Lovers in the Night". El 1984 es va publicar l'àlbum directe al disc de Sheffield Lab James Newton Howard and Friends, que comptava amb Toto's David Paich (teclats), Steve Porcaro (teclats), Jeff Porcaro (bateria) i Joe Porcaro (percussió).
El 1983, Howard va ser coproductor, músic (teclats) i orquestrador de l'àlbum Sincerità de Riccardo Cocciante. També va crear cinc arranjaments per a l'àlbum "Aznavour '83" de Charles Aznavour, que va ser gravat a Califòrnia.
L'any 1984, Howard va compondre la seva primera partitura per a una pel·lícula, rebent un crèdit de co-escritura amb David Paich per a "Trip to Arrakis" a la música de Toto per a la pel·lícula de David Lynch Dune.
Després de fer una breu gira amb Crosby, Stills i Nash, va aprofitar l'oportunitat que li va oferir el seu manager per escriure una partitura per a una pel·lícula. Aquest moviment de carrera el portaria a convertir-se en un compositor de música de cinema d'èxit. Durant aquesta primera incursió en la música de cinema, no va abandonar del tot el seu camí musical anterior i va tornar per a una breu col·laboració amb Elton. John en el seu Tour De Force d'Austràlia a la tardor de 1986. Va dirigir els seus arranjaments i els de Paul Buckmaster durant la segona meitat del set, que es va centrar en les interpretacions orquestrades de cançons seleccionades del catàleg d'Elton John.

## Dècada de 1990-2000
Howard va obtenir la sorpresa de la comèdia romàntica Pretty Woman (1990) i va rebre la seva primera nominació als Premi de l'Acadèmia per la seva partitura per a Barbra Streisand's. drama El príncep de les marees (1991). Creant l'ambient musical per a nombroses pel·lícules al llarg de la dècada, les habilitats d'Howard van abastar una gran quantitat de gèneres, incloses quatre nominacions més a l'Oscar a la millor banda sonora original per al llargmetratge d'acció Harrison Ford The Fugitive (1993), la comèdia romàntica de Julia Roberts My Best Friend's Wedding (1997), The Village (2004) de Night Shyamalan i Michael Clayton (2007). A més, Howard va escriure l'èpica occidental Wyatt Earp (1994), Waterworld de Kevin Costner (1995) i Primal Fear (1996). Les seves col·laboracions en cançons de One Fine Day (1996) i Junior (1994) van obtenir nominacions a l'Oscar per Millor cançó. Juntament amb la puntuació de pel·lícules independents a petita escala com ara Five Corners (1988), Glengarry Glen Ross (1992) i American Heart (1993), Howard va demostrar ser igualment habilitat per compondre per a espectacles de Hollywood de gran pressupost, inclòs Space Jam (1996). ), Dante's Peak (1997) (només el tema: la partitura va ser composta per John Frizzell) i Collateral (2004). També ha escrit quatre pel·lícules d'animació de Disney: Dinosaur (2000), Atlantis: The Lost Empire (2001), Treasure Planet (2002) i Raya i l'últim drac (2021). Tot i que es concentra principalment en les pel·lícules, Howard també ha contribuït amb música per a la televisió, guanyant una nominació a l'Emmy el 1995 pel seu tema per a NBC ER (sèrie de televisió) (Howard també va anotar el pilot de dues hores); també va proporcionar els temes de The Sentinel i Gideon's Crossing, guanyant un Emmy per aquest últim.
Ha escrit molts dels thrillers de suspens de Shyamalan, The Sixth Sense (1999), Unbreakable (El protegit) (2000), Signs (Senyals) (2002), The Village (2004), Lady in the Water (La jove de l'aigua) (2006), The Happening (2008) i The Last Airbender (2010), deixant notablement caiguda l'intens, però subtil, la música de crèdit d'obertura de The Sixth Sense de l'àlbum de la banda sonora corresponent.
El 14 d'octubre de 2005, Howard va substituir Howard Shore com a compositor de King Kong, a causa de les "diferents aspiracions creatives per a la partitura" entre Shore i el director Peter Jackson. La puntuació resultant li va valdre a Howard la seva primera nominació als Golden Globe a la Millor partitura original. El seu treball a Michael Clayton li va valer una nominació a l'Oscar. Va seguir el 2008 amb la seva vuitena nominació a l'Oscar per Defiance (Resistència) d'Edward Zwick. També va col·laborar amb Hans Zimmer sobre les partitures de Batman Begins i la seva seqüela rècord The Dark Knight.
Altres treballs van ser The Happening, la seva sisena pel·lícula amb M. Night Shyamalan, Diamant de sang, Michael Clayton, The Water Horse: Legend of the Deep, Sóc llegenda, La guerra d'en Charlie Wilson i The Last Airbender (pel·lícula de 2010) de Shyamalan, adaptació cinematogràfica de la sèrie de Nickelodeon Avatar: l'últim mestre de l'aire.
Howard va debutar el seu treball per a orquestra simfònica, I Would Plant A Tree, el febrer de 2009 com a part del festival anual de compositors americans de la Pacific Symphony. El debut va tenir lloc al Renee and Henry Segerstrom Concert Hall de Costa Mesa, Califòrnia, amb la Symphony sota la direcció de Carl St.Clair.
Després de ser substituïda en temporades posteriors, el seu tema original per a l'èxit programa de televisió ER va tornar per a l'episodi final de la sèrie.

## Dècada del 2010
El setembre de 2010, va ser nomenat professor visitant de composició de mitjans a la Royal Academy of Music de Londres. Del 2012 al 2015, James Newton Howard va escriure la música de la franquícia "Hunger Games", aclamada per la crítica. Del 2014 al 2015, Howard va tenir un gran èxit amb The Hunger Games: Mockingjay – Part 1 quan va compondre la partitura de la pel·lícula, que incloïa "The Hanging Tree", amb la veu de l'actriu Jennifer Lawrence. La cançó va assolir el número 12 del Billboard Hot 100, convertint-se en el senzill més alt de les pel·lícules de The Hunger Games i el primer senzill de Howard i Lawrence. El 2014, Howard va obtenir dues pel·lícules nominades a l'Oscar, Nightcrawler i Maleficent.
Howard va compondre la partitura per al drama fantàstic Bèsties fantàstiques i on trobar-les, un spin-off/preqüela de la sèrie de pel·lícules de Harry Potter, i per a les seves seqüeles, Bèsties fantàstiques: Els crims de Grindelwald; i Bèsties fantàstiques: Els secrets de Dumbledore.
El 2015, James Newton Howard va ser nomenat nou director artístic de l'Institut Henry Mancini (HMI) de la "Frost School of Music" de la Universitat de Miami a Coral Gables, Florida.

Del 23 al 24 de març de 2019, l'Orquestra de Cambra de Los Angeles va oferir l'estrena mundial del Concert per a violoncel i orquestra de Howard amb el violoncel principal de LACO, Andrew Shulman, com a solista. El Los Angeles Times va descriure l'obra com a
"un to elegíac, juntament amb material temàtic des del principi i els títols finals de Red Sparrow",
la partitura en la qual Howard estava treballant mentre componia el concert per primera vegada.

## Vida personal

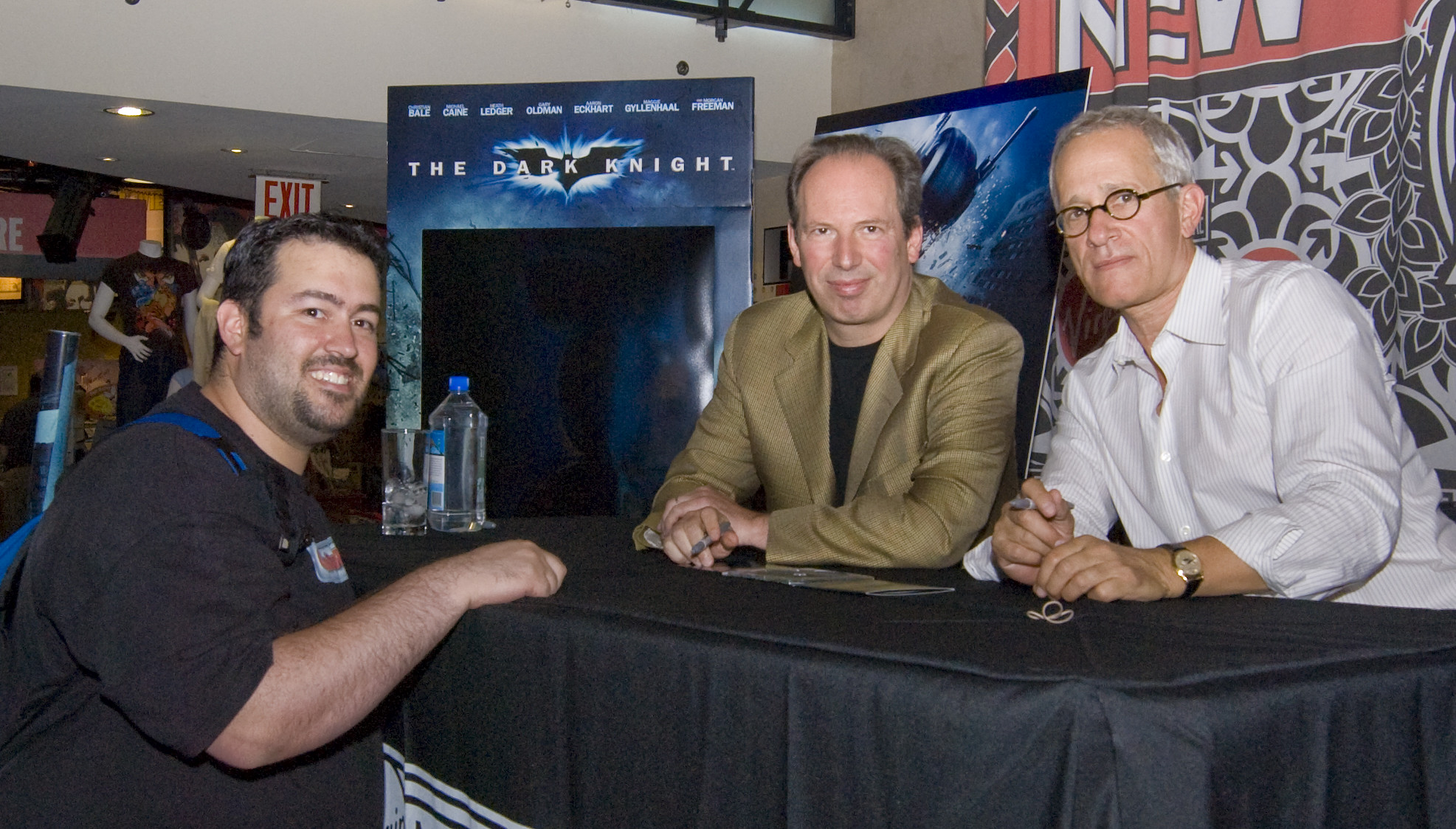
J. N. Howard amb uns amics

En aprofundir en la seva història familiar, vint-i-cinc anys després de la mort del seu pare, Howard va saber que el seu pare era jueu (el cognom original de la família era Horowitz). Encara que es va criar protestant, Howard es va convertir més tard en un jueu reconstruccionista practicant després de saber que el seu pare era jueu.
James Newton Howard es va casar amb Rosanna Arquette el 1986, es van divorciar un any després. De 1989 a 1991, va tenir en una relació amb Barbra Streisand. El 1992 es va casar amb Sophie Howard i tenen dos fills: Jackson i Hayden.

## Premis
El maig de 2008, va ser nomenat membre d'honor de la Royal Academy of Music.
El 2009, va ser guardonat amb un Grammy al costat de Hans Zimmer per l'àlbum de la banda sonora de The Dark Knight.
L'octubre de 2015, va ser guardonat amb el premi Max Steiner Film Music Achievement Award durant el concert anual de Hollywood a Viena.
| Premi                   | Any  | Projecte                                                                                | Categoria                                                                                       | Resultat  |
| ----------------------- | ---- | --------------------------------------------------------------------------------------- | ----------------------------------------------------------------------------------------------- | --------- |
| Premis Acadèmia         | 1992 | The Prince of Tides                                                                     | Premi de l'Acadèmia a la millor banda sonora original                                           | Nominat   |
| Premis Acadèmia         | 1994 | The Fugitive                                                                            | Premi de l'Acadèmia a la millor banda sonora original                                           | Nominat   |
| Premis Acadèmia         | 1995 | Junior (shared with Carole Bayer Sager, James Ingram and Patty Smyth)                   | Premi de l'Acadèmia a la millor cançó original                                                  | Nominat   |
| Premis Acadèmia         | 1997 | One Fine Day (shared with Jud Friedman and Allan Dennis Rich)                           | Premi de l'Acadèmia a la millor cançó original                                                  | Nominat   |
| Premis Acadèmia         | 1998 | My Best Friend's Wedding                                                                | Premi de l'Acadèmia a la millor banda sonora original                                           | Nominat   |
| Premis Acadèmia         | 2005 | The Village                                                                             | Premi de l'Acadèmia a la millor banda sonora original                                           | Nominat   |
| Premis Acadèmia         | 2008 | Michael Clayton                                                                         | Premi de l'Acadèmia a la millor banda sonora original                                           | Nominat   |
| Premis Acadèmia         | 2009 | Defiance                                                                                | Premi de l'Acadèmia a la millor banda sonora original                                           | Nominat   |
| Premis Acadèmia         | 2021 | News of the World                                                                       | Premi de l'Acadèmia a la millor banda sonora original                                           | Nominat   |
| Premis Annie            | 2000 | Dinosaur                                                                                | Premis per a la música en una producció de llargmetratges                                       | Nominat   |
| Premis Annie            | 2001 | Atlantis: The Lost Empire                                                               | Premis per a la música en una producció de llargmetratges                                       | Nominat   |
| BAFTA Awards            | 2009 | The Dark Knight (compartit amb Hans Zimmer)                                             | Premi Anthony Asquith a la millor música de pel·lícula                                          | Nominat   |
| Emmy Awards             | 1989 | Men                                                                                     | Música del tema principal del títol destacat                                                    | Nominat   |
| Emmy Awards             | 1995 | ER                                                                                      | Outstanding Main Title Theme Music                                                              | Nominat   |
| Emmy Awards             | 2001 | Gideon's Crossing                                                                       | Outstanding Main Title Theme Music                                                              | Guanyador |
| Emmy Awards             | 2016 | All the Way                                                                             | Outstanding Music Composition for a Limited Series, Movie, or Special (Original Dramatic Score) | Nominat   |
| Emmy Awards             | 2017 | A Series of Unfortunate Events: The Bad Beginning                                       | Outstanding Music Composition for a Series (Original Dramatic Score)                            | Nominat   |
| Emmy Awards             | 2023 | Light & Magic: Gang of Outsiders                                                        | Outstanding Music Composition for a Documentary Series or Special (Original Dramatic Score)     | Pendent   |
| Golden Globe Awards     | 1995 | Junior (shared with Carole Bayer Sager, James Ingram and Patty Smyth)                   | Best Original Song                                                                              | Nominat   |
| Golden Globe Awards     | 1997 | One Fine Day (shared with Jud Friedman and Allan Dennis Rich)                           | Best Original Song                                                                              | Nominat   |
| Golden Globe Awards     | 2006 | King Kong                                                                               | Best Original Score                                                                             | Nominat   |
| Golden Globe Awards     | 2009 | Defiance                                                                                | Best Original Score                                                                             | Nominat   |
| Golden Globe Awards     | 2021 | News of the World                                                                       | Best Original Score                                                                             | Nominat   |
| Grammy Awards           | 1998 | For The First Time (from One Fine Day) (shared with Jud Friedman and Allan Dennis Rich) | Best Song Written Specifically for a Motion Picture or for Television                           | Nominat   |
| Grammy Awards           | 2003 | Signs – Main Titles                                                                     | Best Instrumental Composition                                                                   | Nominat   |
| Grammy Awards           | 2001 | The Egg Travels                                                                         | Best Instrumental Composition                                                                   | Nominat   |
| Grammy Awards           | 2008 | Blood Diamond                                                                           | Best Score Soundtrack Album for Motion Picture, Television or other Visual Media                | Nominat   |
| Grammy Awards           | 2009 | The Dark Knight (shared with Hans Zimmer)                                               | Best Score Soundtrack Album for Motion Picture, Television or other Visual Media                | Guanyador |
| Satellite Awards        | 2007 | The Lookout                                                                             | Best Original Score                                                                             | Nominat   |
| Satellite Awards        | 2010 | Salt                                                                                    | Best Original Score                                                                             | Nominat   |
| Satellite Awards        | 2011 | Water for Elephants                                                                     | Best Original Score                                                                             | Nominat   |
| Satellite Awards        | 2020 | News of the World                                                                       | Best Original Score                                                                             | Nominat   |
| Saturn Awards           | 2000 | Dinosaur                                                                                | Best Music                                                                                      | Nominat   |
| Saturn Awards           | 2006 | Batman Begins (shared with Hans Zimmer)                                                 | Best Music                                                                                      | Nominat   |
| Saturn Awards           | 2009 | The Dark Knight (shared with Hans Zimmer)                                               | Best Music                                                                                      | Guanyador |
| Saturn Awards           | 2017 | Fantastic Beasts and Where to Find Them                                                 | Best Music                                                                                      | Nominat   |
| World Soundtrack Awards | 2001 | Atlantis: The Lost Empire (shared with Diane Warren)                                    | Best Original Song Written for a Film                                                           | Nominat   |
| World Soundtrack Awards | 2005 | Batman Begins (shared with Hans Zimmer)                                                 | Best Original Soundtrack of the Year                                                            | Nominat   |
| World Soundtrack Awards | 2006 | King Kong                                                                               | Best Original Soundtrack of the Year                                                            | Nominat   |
| World Soundtrack Awards | 2006 | King Kong                                                                               | Soundtrack Composer of the Year                                                                 | Nominat   |
| World Soundtrack Awards | 2008 | I Am Legend                                                                             | Soundtrack Composer of the Year                                                                 | Guanyador |
| World Soundtrack Awards | 2008 | Michael Clayton                                                                         | Soundtrack Composer of the Year                                                                 | Guanyador |
| World Soundtrack Awards | 2008 | Charlie Wilson's War                                                                    | Soundtrack Composer of the Year                                                                 | Guanyador |
| World Soundtrack Awards | 2013 | The Bourne Legacy                                                                       | Film Composer of the Year                                                                       | Nominat   |
| World Soundtrack Awards | 2013 | After Earth                                                                             | Film Composer of the Year                                                                       | Nominat   |

## Filmografia completa
- News of the World (2020)
- El cas Fischer (2014)
- La mainadera màgica i el gran bum! (2010)
- Resistència (Defiance) (2009)
- El cavaller fosc (The Dark Knight) (2008)
- The Happening (2008)
- The Ten Commandments (2007)
- Sóc llegenda (I am Legend) (2007)
- Michael Clayton (2007)
- The Lookout (2007)
- Reflections of Lady in the Water (2006)
- Diamant de sang (Blood Diamond) (2006)
- Lady in the Water (2006)
- RV (2006)
- Freedomland (2006)
- It's All Gone King Kong (2005) TV
- King Kong (2005)
- Batman Begins (2005)
- The Interpreter (2005)
- Collateral (2004)
- The Village (2004)
- Hidalgo (2004)
- Peter Pan (2003)
- Dreamcatcher (2003)
- Treasure Planet (2002)
- De entre los zapatos (2002)
- The Emperor's Club (2002)
- Unconditional Love (2002)
- Signs (2002)
- Big Trouble (2002)
- La parell de l'any (America's Sweethearts) (2001)
- Atlantis: The Lost Empire (2001)
- Límit vertical (Vertical Limit) (2000)
- Unbreakable (2000)
- Gideon's Crossing (2000) Sèrie de TV
- Dinosaure (Dinosaur) (2000)
- Wayward Son (1999)
- Snow Falling on Cedars (1999)
- Mumford (1999)
- The Sixth Sense (1999)
- L'últim esglaó (Stir of Echoes) (1999)
- Runaway Bride (1999)
- A Perfect Murder (1998)
- From the Earth to the Moon (1998) Sèrie de TV
- The Postman (1997)
- The Devil's Advocate (1997)
- La boda del meu millor amic (My Best Friend's Wedding) (1997)
- Un bon embolic (Fathers' Day) (1997)
- Romy and Michele's High School Reunion (1997)
- One Fine Day (1996)
- Space Jam (1996)
- The Trigger Effect (1996)
- Les dues cares de la veritat (Primal Fear) (1996)
- Coacció a un jurat (The Juror) (1996)
- Eye for an Eye (1996)
- Restoration (1995)
- Waterworld (1995)
- French Kiss (1995)
- Esclat (Outbreak) (1995)
- Just Cause (1995)
- Junior (1994)
- Wyatt Earp (1994)
- Intersection (1994)
- The Saint of Fort Washington (1993)
- El fugitiu (The Fugitive) (1993)
- Dave (1993)
- Falling Down (1993)
- Viuen (Alive) (1993)
- Alive: 20 Years Later (1993)
- Night and the City (1992)
- American Heart (1992)
- Glengarry Glen Ross (1992)
- Diggstown (1992)
- A Private Matter (1992) TV
- The Prince of Tides (1991)
- Grand Canyon (1991)
- My Girl (1991)
- L'estiu de la meva vida (1991)
- Dying Young (1991)
- Guilty by Suspicion (1991)
- King Ralph (1991)
- Descending Angel (1990) TV
- 3 Men and a Little Lady (1990)
- Marked for Death (1990)
- Somebody Has to Shoot the Picture (1990) TV
- Flatliners (1990)
- Revealing Evidence: Stalking the Honolulu Strangler (1990) TV
- Pretty Woman (1990)
- Coupe de Ville (1990)
- The Image (1990) TV
- The Package (1989)
- Major League (1989)
- Tap (1989)
- Everybody's All-American (1988)
- Go Toward the Light (1988) TV
- Some Girls (1988)
- Off Limits (1988)
- Russkies (1987)
- Five Corners (1987)
- Campus Man (1987)
- Promised Land (1987)
- Una noia amb seny (1986)
- Tough Guys (1986)
- Vuit milions de maneres de morir (8 Million Ways to Die) (1986)
- Wildcats (1986)
- Head Office (1985)

## Premis i nominacions
Premis
- 2001: Primetime Emmy a la millor sintonia per Gideon's Crossing
- 2009: Grammy al millor àlbum de banda sonora per pel·lícula, televisió o altre mitjà visual per El cavaller fosc

### Nominacions
- 1989: Primetime Emmy a la millor sintonia per Men
- 1992: Oscar a la millor banda sonora per El príncep de les marees
- 1994: Oscar a la millor banda sonora per El fugitiu
- 1995: Oscar a la millor cançó original per Junior amb "Look What Love Has Done"
- 1995: Primetime Emmy a la millor sintonia per ER
- 1997: Globus d'Or a la millor cançó original per Junior amb "Look What Love Has Done"
- 1997: Oscar a la millor cançó original per One Fine Day amb "For the First Time"
- 1997: Globus d'Or a la millor cançó original per One Fine Day amb "For the First Time"
- 1998: Oscar a la millor banda sonora per La boda del meu millor amic
- 1998: Grammy a la millor cançó escrita específicament per pel·lícula o televisió per One Fine Day amb "For The First Time"
- 2003: Oscar a la millor banda sonora per The Village
- 2006: Globus d'Or a la millor banda sonora per King Kong
- 2008: Oscar a la millor banda sonora per Michael Clayton
- 2008: Grammy al millor àlbum de banda sonora per pel·lícula, televisió o altre mitjà visual per Diamant de sang
- 2009: Oscar a la millor banda sonora per Resistència
- 2009: Globus d'Or a la millor banda sonora per Resistència
- 2009: BAFTA a la millor música per El cavaller fosc